# Route nationale 117
Pour les articles homonymes, voir Route 117.
La route nationale 117, ou RN 117, est une ancienne route nationale française reliant Toulouse à Bayonne.
Avant la réforme de 1972, la RN 117 allait de Perpignan à Bayonne. La section Perpignan - Saint-Martory a été déclassée en RD 117 ; seule la section Saint-Martory - Bayonne étant restée nationale.
Le nouveau tracé de la RN 117 appartenait autrefois à la RN 125 pour la section Toulouse - Saint-Martory.
Le décret du 5 décembre 2005 prévoit le transfert de l'actuelle RN 117 aux départements. Elle a été renumérotée RD 817.

## Tracé de Toulouse à Bayonne

### De Toulouse à Martres-Tolosane
La route est confondue avec l'A64, hormis le tronçon entre Portet-sur-Garonne et Muret. La section entre Toulouse et Portet-sur-Garonne était en tronc commun avec la N 20.
Ces sections sont vouées au déclassement.
Les communes traversées sont :
- Toulouse (km 0)
- Muret (km 9)
- Noé (km 23)
- Carbonne (km 29)
- Saint-Élix-le-Château (km 36)
- Martres-Tolosane (km 50)

La section de Martres-Tolosane à Portet-sur-Garonne fut aménagée en 2×2 voies dans les années 1970-1980, avec contournement de Muret et de Noé. Entre Portet-sur-Garonne et Toulouse, une nouvelle voie rapide fut créée. Lors de la transformation de la 2×2 voies en autoroute dans les années 1990, la section de Muret à Portet-sur-Garonne (soit 8 km) ne fut pas transformée mais doublée par la nouvelle section autoroutière (à péage).

### De Martres-Tolosane à Tarbes
Les communes traversées sont :
- Saint-Martory (km 61)
- Lestelle-de-Saint-Martory (km 64)
- Beauchalot (km 68)
- Saint-Gaudens (km 79)
- Montréjeau (km 94)
- Pinas (km 105)
- Lannemezan (km 110)
- Lanespède (km 124)
- Ozon (km 125)
- Tournay (km 128)
- Bordes (km 131)
- Lhez (km 133)
- Tarbes (km 147)

Dans les années 1970, le tronçon de Martres-Tolosane à Lestelle fut doublé par une route à 3 voies qui évitait la traversée de plusieurs agglomérations et le passage le long d'une falaise dangereuse à l'entrée ouest de Saint-Martory. Cette route fut numérotée RN 127, elle est aujourd'hui incorporée à l'A 64.
En 1982 fut ouverte une autre section à 2×2 voies entre Lanespède et Capvern, destinée à être incluse dans la future A 64. Elle permettait de doubler la difficile rampe de Capvern, source fréquente de bouchons en raison des nombreux poids-lourds qui peinaient à la gravir. De plus, la présence d'un pont ferroviaire bas près de Capvern empêchait les gros convois d'emprunter cet itinéraire. L'ouverture de cette déviation permit de contourner ces obstacles et de faciliter la circulation des véhicules.
Cette voie express est de nos jours absorbée par l'A 64.

### De Tarbes à Orthez

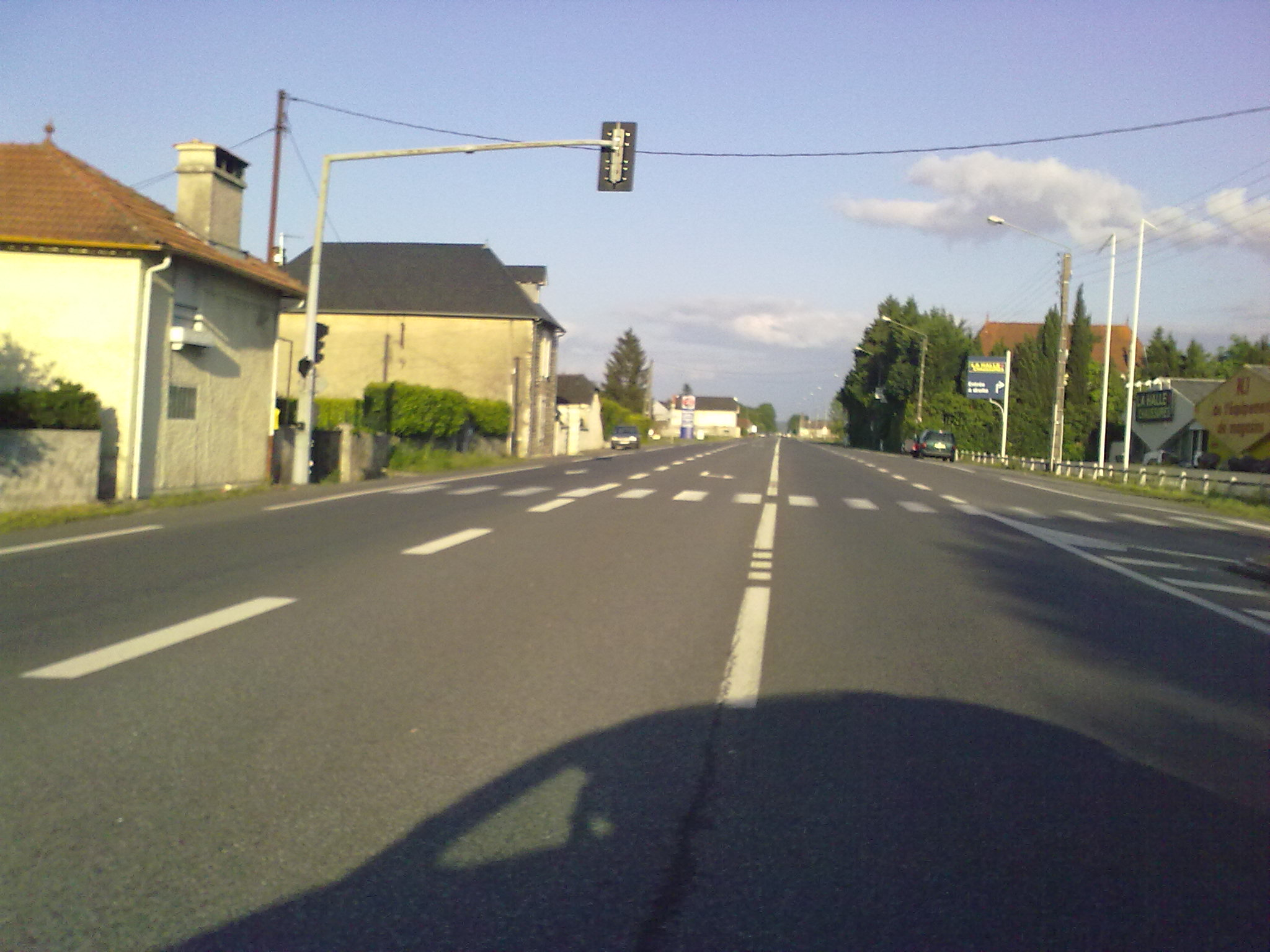
La RN 117 à Ousse, sens vers Toulouse.

Les communes traversées sont :
- Ger (km 159)
- Soumoulou (km 171)
- Ousse
- Pau (km 186)
- Lescar (km 194)
- Denguin (km 201)
- Artix (km 207)
- Lacq (km 212)
- Argagnon (km 219)
- Orthez (km 227)

### D'Orthez à Bayonne

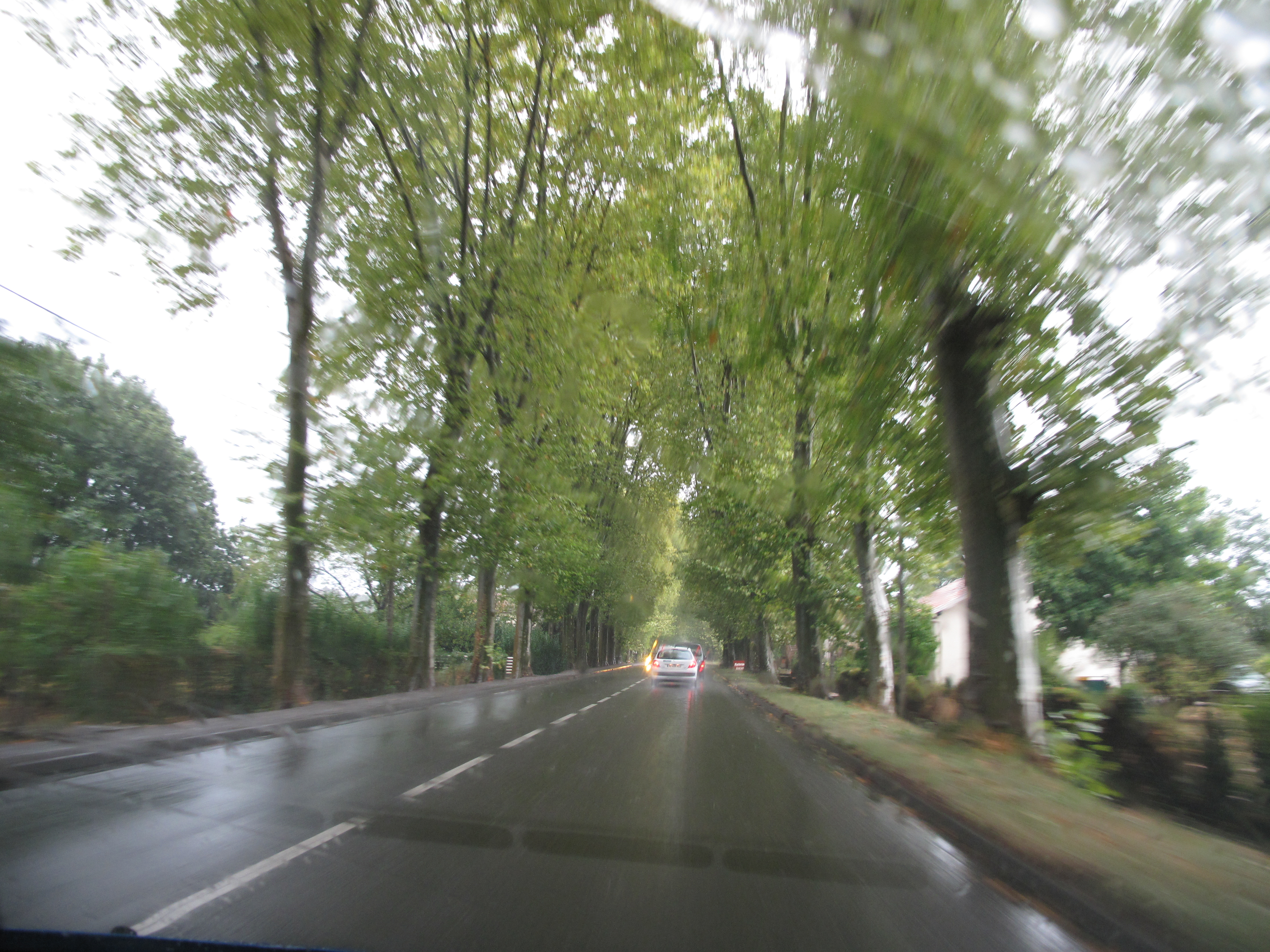
Entrée de Peyrehorade vers l'est

Les communes traversées sont :
- Baigts-de-Béarn (km 234)
- Puyoô (km 242)
- Labatut (km 248)
- Cauneille (km 255)
- Peyrehorade (km 258)
- Port-de-Lanne (km 265)
- Biarrotte (km 275)
- Biaudos (km 277)
- Saint-Martin-de-Seignanx (km 283)
- Bayonne (km 294)

## Ancien tracé de Perpignan à Saint-Martory (D 117)
- Perpignan
- Espira-de-l'Agly
- Cases-de-Pène
- Estagel
- Maury
- Saint-Paul-de-Fenouillet
- Caudiès-de-Fenouillèdes
- Lapradelle-Puilaurens
- Axat (longeait la commune le long du ruisseau d'Aliès, mais ne traversait pas le village)
- Saint-Martin-Lys
- Gorges de la Pierre-Lys
- Belvianes-et-Cavirac
- Quillan
- Col du Portel
- Nébias
- Puivert
- Col de la Babourade
- Bélesta
- L'Aiguillon
- Saint-Jean-d'Aigues-Vives
- Lavelanet
- Nalzen
- Celles
- Saint-Paul-de-Jarrat
- Foix
- Col del Bouich
- Montels
- La Bastide-de-Sérou
- Castelnau-Durban
- Rimont
- Saint-Girons
- Saint-Lizier
- Caumont
- Prat-Bonrepaux
- Castagnède
- His
- Mane
- Montsaunès
- Saint-Martory